# ألفارو أرياس
ألفارو أرياس (بالإسبانية: Álvaro Arias)‏ هو لغوي إسباني، ولد في 1969 في أوفييدو في إسبانيا.

## وصلات خارجية
- الموقع الرسمي